# Jules-Frédéric de Wurtemberg-Weiltingen
Le duc Jules Frédéric de Wurtemberg-Weiltingen (3 juin 1588 à Montbéliard - 25 avril 1635 à Strasbourg), est le premier duc de Wurtemberg-Weiltingen.

## Biographie
Jules Frédéric est le troisième fils du duc Frédéric Ier de Wurtemberg et de son épouse Sibylle d'Anhalt. Il grandit avec ses parents et frères et sœurs à Montbéliard. Après que son père ait pris le gouvernement de Wurtemberg, en 1593, Jules Frédéric vit à Stuttgart. Il participe à des opérations militaires en Alsace et pendant la Guerre de Succession de Juliers. Il voyage beaucoup, notamment des voyages à destination de l'Asie Mineure, de Malte, et d'Éphèse, et, en 1615, en Laponie.
Le 28 mai 1617, il reçoit les seigneuries de Weiltingen et Brenz an der Brenz et une part de Heidenheim, plus une allocation annuelle de 15000florins. Il choisit Weiltingen comme lieu de résidence. Le 24 novembre 1617, il est fiancé à Anne-Sabine de Schleswig-Holstein-Sonderbourg (1593-1659), fille de Jean de Schleswig-Holstein-Sonderbourg). Il l'épouse, le 11 décembre 1618 à Sønderborg. Après le mariage, ils vivent à Brenz pendant un certain temps, puis déménagent à Weiltingen.
En 1631, il est régent pour son neveu Eberhard VII de Wurtemberg. La même année, il rejoint la Ligue de Leipzig. Après la guerre des cerises plus tard cette année, il doit quitter la ligue selon les termes de la paix de Tübingen. Lorsque le roi Gustave Adolphe de Suède s'avance dans le sud de l'Allemagne, il lève des troupes de nouveau et le rejoint. Cela conduit à un différend avec le gouvernement, les États, et son co-régent (Barbara-Sophie de Brandebourg, la mère de Eberhard VII).
En 1633, il renonce à la régence dans le Wurtemberg. Après la Bataille de Nördlingen, l'ensemble de la famille ducale, y compris Jules Frédéric, s'enfuit à Strasbourg, où il meurt l'année suivante.

## Postérité
Neuf enfants sont issus de son mariage avec Anne-Sabine de Schleswig-Holstein-Sonderbourg (1593-1659) :
- Roderick (1618-1651), duc de Wurtemberg-Weiltingen ;
- Felicitas Julia (1619-1661), mariée en 1640, avec le duc Jean de Holstein-Gottorp (1606-1655) ;
- Silvius Ier Nimrod de Wurtemberg-Œls (1622-1664), duc de Wurtemberg-Oels, marié en 1647 avec la duchesse Elisabeth-Marie d'Oels (1625-1686) ;
- Floriane Ernestine (1623-1672), mariée en 1657 avec le comte Frédéric Kraft de Hohenlohe-Pfedelbach (1623-1681)
- Faustine Marianne (1624-1679)
- Manfred Ier (1626-1662), duc de Wurtemberg-Weiltingen, marié en 1652 avec la comtesse Juliane d'Oldenbourg (1615-1691) et a comme enfants :
  - Le duc Frédéric-Ferdinand de Wurtemberg-Weitlingen (1654-1705), marié à Élisabeth (1665-1726), fille de George II de Wurtemberg, et a deux filles, Sibylle Charlotte (1690-1735), mariée Charles-Frédéric II de Wurtemberg-Oels et Hedwige Frédérique (1691-1752), mariée à Jean-Auguste d'Anhalt-Zerbst

- Julius Peregrinatius (1627-1645)
- Sueno Martialis Edenolph (1629-1656)
- Amadea Fredonia (1631-1633)